# Tetranchyroderma hypopsilancrum
Tetranchyroderma hypopsilancrum is een buikharige uit de familie Thaumastodermatidae. Het dier komt uit het geslacht Tetranchyroderma. Tetranchyroderma hypopsilancrum werd in 1993 voor het eerst wetenschappelijk beschreven door Hummon, Todaro & Tongiorgi. 